# زپروتاوا
زپروتاوا (به لاتین: Szprotawa) یک شهر و گمینا در لهستان است که در گمینا شپروتاوا واقع شده‌است. زپروتاوا ۱۰٫۹۴ کیلومتر مربع مساحت و ۱۲٬۶۱۳ نفر جمعیت دارد.

## خواهرخوانده
شهرهای اشپرمبرگ و گفلسبرگ خواهرخوانده‌های زپروتاوا هستند.